# Hippodrome Jean-Gabin
L'hippodrome Jean-Gabin est un hippodrome de trot situé à Moulins-la-Marche dans le département de l'Orne, en Basse-Normandie.

## Construction et utilité
C'est Jean Gabin qui a proposé l'installation de l'édifice, qui donnera son nom à l'hippodrome. 
Chaque année, des manifestations ont lieu, et les fonds récoltés sont versés à la Fondation Perce-Neige, fondée par Lino Ventura. Des milliers de personnes, accompagnés par des célébrités du monde du sport et du spectacle, assistent à la représentation pour rendre hommage à Gabin et à Ventura.
Tous les ans, le dernier dimanche de juin, le premier dimanche de juillet et le deuxième dimanche de septembre, se déroulent les réunions de trot de Moulins-la-Marche.